# Gastrotheca antoniiochoai
Espèce
Synonymes
- Hyla antoniiochoai De la Riva & Chaparro, 2005

Statut de conservation UICN

 DD  : Données insuffisantes
Gastrotheca antoniiochoai est une espèce d'amphibiens de la famille des Hemiphractidae.

## Répartition
Cette espèce est endémique de la région de Cusco au Pérou. Elle se rencontre dans la province de Paucartambo entre 2 817 et 2 950 m d'altitude dans la vallée du río Kosñipata.

## Description

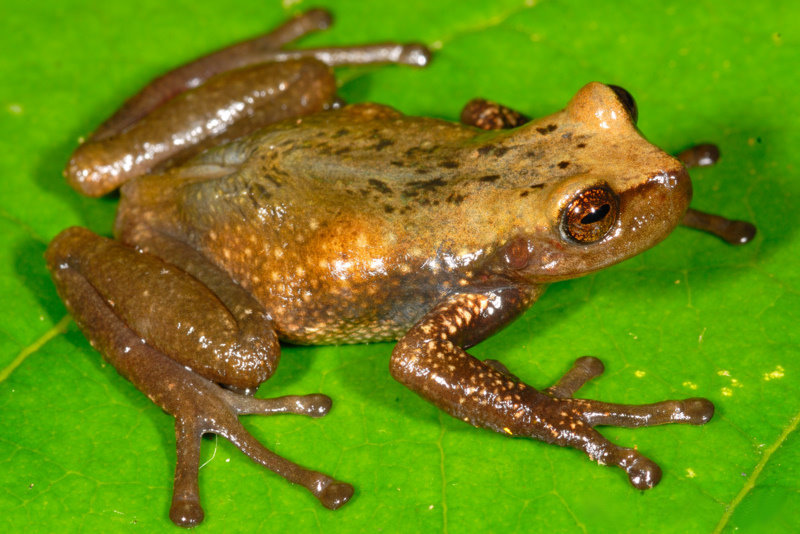
Gastrotheca antoniiochoai

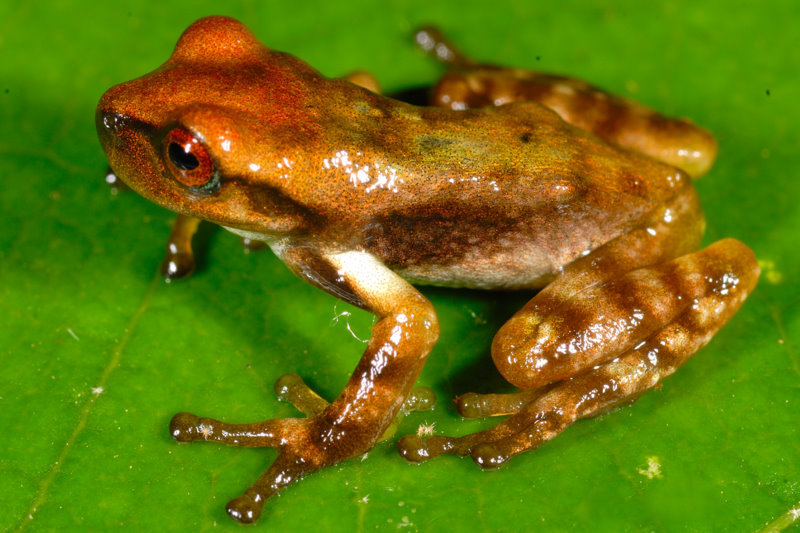
Gastrotheca antoniiochoai

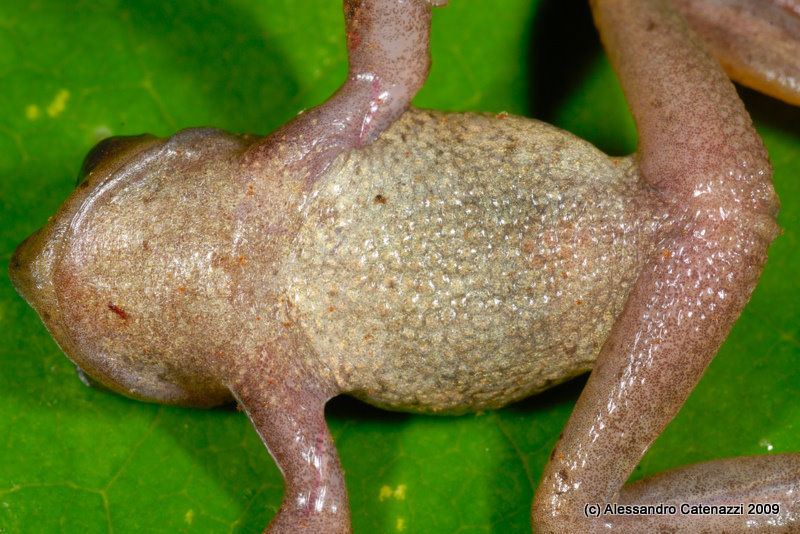
Gastrotheca antoniiochoai

L'holotype, une femelle subadulte, mesure 27,8 mm. Les mâles mesurent de 26,8 à 27,0 mm et la femelle 32,5 mm.

## Taxinomie
Décrite dans le genre Hyla, elle a été déplacée dans Gastrotheca par Catenazzi et Lehr en 2009.

## Étymologie
Cette espèce est nommée en l'honneur de l'arachnologiste et herpétologiste José Antonio Ochoa.

## Publication originale
- De la Riva & Chaparro, 2005 : A new species of tree frog from the Andes of southeastern Peru (Anura: Hylidae: Hyla). Amphibia-Reptilia, vol. 26, no 4, p. 515-521 (texte intégral).